# Lift Me Up
Lift Me Up ist ein von Rihanna gesungenes Lied aus dem Film Black Panther: Wakanda Forever (2022). Das von Rihanna, Tems, Ryan Coogler und Ludwig Göransson geschriebene Lied wurde 2023 in der Kategorie Bester Song für den Oscar nominiert.
Das Lied beginnt mit Rihanna die Melodie summend, bevor sie dazu übergeht den Text zu singen. Begleitet wird sie bei dieser Pop-Ballade durch ein Klavier und Saiteninstrumente. Das Lied wird dabei laut Rolling Stone vor allem durch die volle Stimme der Sängerin getragen.

## Veröffentlichung
Die Single wurde am 28. Oktober 2022 veröffentlicht. Zeitgleich mit der Single wurde das Musikvideo der Öffentlichkeit vorgestellt. Das Video zeigt Rihanna vor einem Sonnenuntergang an einem Strand.
Das 3 Minuten und 16 Sekunden lange Lied wurde am 4. November 2022 auf dem Album Black Panther: Wakanda Forever – Music From and Inspired By, dem Soundtrack zum Film veröffentlicht.
Lift Me Up war dabei das erste Stück des bei Hollywood Records veröffentlichten Soundtrack. Eine Woche nach der Albumveröffentlichung erschien der Film Black Panther: Wakanda Forever in den Kinos.

## Hintergrund
Die Idee zu Lift Me Up entstand während einer gemeinsamen Reise von Ryan Coogler und Ludwig Göransson nach Lagos. Nachdem Göransson einige Zeilen notiert hatte, entwickelte Tems zusammen mit Rihanna später die endgültige Fassung.
Nachdem Rihanna seit der Veröffentlichung des Albums Anti 2016 eine musikalische Schaffenspause eingelegt hatte, kehrte sie mit diesem Lied und einem späteren Auftritt während des Super Bowl LVII zurück. Das Lied ist zum Andenken an Chadwick Boseman, dem 2020 gestorbenen Hauptdarsteller von Black Panther, geschrieben worden.
Rihanna wurde für das Lied erstmals für den Oscar und für die Golden Globe Awards nominiert.

## Rezeption

### Preise und Nominierungen
- 2023: African-American Film Critics Association Award (Ausgezeichnet als Bester Song)[10]
- 2023: Critics’ Choice Movie Awards (Nominierung für Bester Filmsong)[11]
- 2023: Golden Globe Award (Nominierung als Bester Filmsong)[12]
- 2023: Guild of Music Supervisors Award (Nominierung für Bester Song geschrieben/aufgenommen für einen Film)[13]
- 2023: NAACP Image Award (Nominierung für Outstanding Soul/R&B Song und für Outstanding Music Video/Visual Album)[14]
- 2023: Oscar (Nominierung Bester Song)[15]
- 2023: Satellite Award (Nominierung Bester Filmsong)[16]
- 2024: Grammy (Nominierung Best Song Written For Visual Media)

### Chartplatzierungen
| ChartsChartplatzierungen       | Höchstplatzierung | Wochen |
| ------------------------------ | ----------------- | ------ |
| Deutschland (GfK)              | 9 (6 Wo.)         | 6      |
| Österreich (Ö3)                | 11 (4 Wo.)        | 4      |
| Schweiz (IFPI)                 | 1 (26 Wo.)        | 26     |
| Vereinigte Staaten (Billboard) | 2 (20 Wo.)        | 20     |
| Vereinigtes Königreich (OCC)   | 3 (13 Wo.)        | 13     |

| ChartsJahrescharts (2022) | Platzierung |
| ------------------------- | ----------- |
| Schweiz (IFPI)            | 80          |

| ChartsJahrescharts (2023)      | Platzierung |
| ------------------------------ | ----------- |
| Schweiz (IFPI)                 | 90          |
| Vereinigte Staaten (Billboard) | 63          |

### Auszeichnungen für Musikverkäufe
| Land/Region                  | Auszeichnungen für Musikverkäufe (Land/Region, Auszeichnung, Verkäufe) | Verkäufe  |
| ---------------------------- | ---------------------------------------------------------------------- | --------- |
| Belgien (BRMA)               | Gold                                                                   | 20.000    |
| Brasilien (PMB)              | Platin                                                                 | 80.000    |
| Dänemark (IFPI)              | Gold                                                                   | 45.000    |
| Frankreich (SNEP)            | Diamant                                                                | 333.333   |
| Italien (FIMI)               | Gold                                                                   | 50.000    |
| Kanada (MC)                  | 2× Platin                                                              | 160.000   |
| Neuseeland (RMNZ)            | Gold                                                                   | 15.000    |
| Polen (ZPAV)                 | Platin                                                                 | 50.000    |
| Portugal (AFP)               | Gold                                                                   | 5.000     |
| Spanien (Promusicae)         | Gold                                                                   | 30.000    |
| Vereinigte Staaten (RIAA)    | Platin                                                                 | 1.000.000 |
| Vereinigtes Königreich (BPI) | Gold                                                                   | 400.000   |
| Insgesamt                    | 7× Gold · 5× Platin · 1× Diamant ·                                     | 2.188.333 |

Hauptartikel: Rihanna/Auszeichnungen für Musikverkäufe